# قاب (نقاشی)
قاب (به اسپانیایی El marco) یک خودنگاره از فریدا کالو در سال ۱۹۳۸ است. این اثر در سال ۱۹۳۹ توسط موزه لوور خریداری شد و نخستین نقاشی اثر یک هنرمند مکزیکی قرن بیستمی بود که توسط توسط یک موزه بزرگ بین‌المللی خریداری می‌شد. این نقاشی اکنون در موزه ملی هنر مدرن در مرکز ملی هنر و فرهنگ ژرژ پمپیدو در پاریس به نمایش گذاشته شده‌است. این نقاشی تنها اثری بود که کالو در نمایشگاه پاریس آن را فروخت.